# Coptoprepes bellavista
Coptoprepes bellavista là một loài nhện trong họ Anyphaenidae.
Loài này thuộc chi Coptoprepes. Coptoprepes bellavista được miêu tả năm 2009 bởi Werenkraut & M. J. Ramírez.